# Puterea (ziar)
Puterea este un ziar cotidian din România, lansat la data de 14 aprilie 2010, într-o perioadă în care presa tipărită ocupa încă un loc central pe piața media din România. În cei 15 ani de la apariție, publicația a evoluat și a făcut tranziția către un format digital, www.puterea.ro, orientarea editorială fiind axată pe teme de actualitate din toate segmentele vieții publice..
Politica editorială inițială a cotidianului Puterea era cea a „știrilor bombă”, dar în prezent publicația pune accent pe investigații, analize economice și știri politice și sociale la zi, cultură și tehnologie.
În anul 2010, la ceremonia de lansare a cotidianului au fost prezenți foștii presedinți ai României Ion Iliescu și Emil Constantinescu, precum și ultimul președinte al URSS, Mihail Gorbaciov. Fondatorul, Adrian Thiess, fost consilier personal al lui Ion Iliescu, a renunțat în 2011 la conducerea ziarului. Ulterior, în 2017, publicația și acționariatul au fost modificate în totalitate, iar ziarul a fost relansat fără nicio legătură cu conducerea anterioară.
În prezent, managementul este asigurat societatea Saray Paper SRL, iar politica editorială și echipa redacțională au fost dezvoltate și extinse, astfel încât publicația să acopere toate secțiunile specifice unui cotidian național. Accentul este pus în principal pe investigații, reportaje, stiri politice și analize economice. 
În anul 2025, conducerea este asigurată de directorul general Mădălin Stan, iar echipa redacțională este formată din jurnaliști ce își concentrează activitatea pe investigații din domeniile politic, economic și actualitate. 
Activitatea editorială este supervizată de redactorul-șef al publicației - Cristian Matache , cu sprijinul redactorilor-șefi adjuncți, Ion Teleanu , specializat în investigații jurnalistice  și Corina Oprea. În ultimii ani, sub brandul Puterea au fost lansate mai multe proiecte, respectiv Dialogurile Puterii și Puterea Financiară.